# Dinnington (Tyne y Wear)
Dinnington es una parroquia civil y un pueblo del distrito de Newcastle upon Tyne, en el condado de Tyne y Wear (Inglaterra).

## Geografía
Según la Oficina Nacional de Estadística británica, Dinnington tiene una superficie de 12,63 km².

## Demografía
Según el censo de 2001, Dinnington tenía 1710 habitantes (48,19% varones, 51,81% mujeres) y una densidad de población de 135,39 hab/km². El 17,66% eran menores de 16 años, el 73,68% tenían entre 16 y 74, y el 8,65% eran mayores de 74. La media de edad era de 41,86 años. Del total de habitantes con 16 o más años, el 22,44% estaban solteros, el 59,02% casados, y el 18,54% divorciados o viudos.
El 98,42% de los habitantes eran originarios del Reino Unido. El resto de países europeos englobaban al 0,64% de la población, mientras que el 0,94% había nacido en cualquier otro lugar. Según su grupo étnico, el 98,94% de los habitantes eran blancos, el 0,65% mestizos y el 0,41% asiáticos. El cristianismo era profesado por el 85,13%, el hinduismo por el 0,41%, el judaísmo por el 0,18% y el islam por el 0,18%. El 9,13% no eran religiosos y el 4,98% no marcaron ninguna opción en el censo.
1855 habitantes eran económicamente activos, 747 de ellos (94,68%) empleados y 42 (5,32%) desempleados. Había 724 hogares con residentes y 6 vacíos.